# Universitatea Cornell
Universitatea Cornell este o universitate ce face parte din Ivy League. Ea se găsește în Ithaca, New York. Este o universitate privată, de tip land-grant, care beneficiază în fiecare an de fondurile oferite de către statul New York în beneficiul unei educații superioare.
Fondată în anul 1865 de către Ezra Cornell și Andrew Dickison White, universitatea avea ca scop predarea și îmbunătățirea fiecărui domeniu cunoscut- de la literatură până la științele reale și de la teoretic până la practic. Aceste idealuri, neconvenționale la acea vreme, sunt prezente în motto-ul univeristății, un motto scris de Ezra Cornell în anul 1865: "I would found an institution where any person can find instruction in any study." („Aș înființa o instituție în care oricine ar găsi îndrumare în orice domeniu.”). De la înființarea sa, Cornell a fost de asemenea o instituție cu învățământ mixt, fără discriminări, în care studenții sunt admiși indiferent de religie sau rasă.
Cornell oferă studii în domeniile științelor umaniste, ingineriei, agriculturii, managementului, dreptului și a medicinei. Universitatea este organizată în mare în șapte colegii și șapte facultăți la campusul din Ithaca, fiecare colegiu și facultate având propriile standarde de admitere și cadre de predare autonome. Universitatea mai are de asemena două campusuri medicale, situate în New York City respectiv în Education City, Qatar. Cornell este una dintre cele două universități private de tip land-grant, și din cele șapte colegii ale sale trei sunt de tip contract colleges. Fiind o universitate de tip land-grant ea administrează și un program de dezvoltare cooperativă în fiecare sector al statului New York.
Cornell se poate mândri cu peste 255.000 de absolvenți în viață, 28 Rhodes Scholars și 41 laureați ai premiului Nobel afiliați de universitate ca și cadru didactic sau student. Consiliul studenților este format din peste 13.000 de studenți și 6.000 de masteranzi proveniți din toate cele 50 de state ale SUA și din alte 122 de țări.

## Istoria
Universitatea Cornell a fost fondată pe data de 27 aprilie 1865, fiind rezultatul cererii senatului statului New York devenind astfel instituție de tip land-grant. Senatorul Ezra Cornell și-a oferit ferma din Ithaca, New York pentru construcții și $500,000 din propria avere pentru dotările necesare. Andrew Dickson White, senator și pedagog experimentat, a acceptat să fie primul președinte. În primii trei ani, White a supravegheat construirea primelor două clădiri și a călătorit în jurul lumii ca să atragă studenți și cadre didactice. Universitatea a fost inaugurată pe data de 7 octombrie 1868 și 412 bărbați au fost înscriși în următoarea zi. Oamenii de știință Louis Agassiz și James Crafts au făcut parte din cadrele didactice. Doi ani mai târziu,Cornell a admis primele femei studente, devenind astfel prima școală mixtă din Ivy League.
Începând cu anul 1878, campusul din Ithaca oferea studii pre-medicale, deși majoritatea studenților la medicină se înscriau chiar după terminarea liceului. În anul 1896, trei instituții din New York City, University Medical College (colegiul universitar de medicină), Loomis Laboratory (laboratorul Loomis) și Bellevue Hospital Medical College (spitalul universitar Belleueve) s-au unit cu scopul afilierii cu New York University (NYU). Din păcate, NYU a impus un număr surprinzător de politici, inclusiv limitarea cadrelor didactice la cele  deja existente. Cadrele didactice s-au revoltat în 1897 și au încercat recuperarea proprietății a celor trei instituții, rezultând un proces. Câștigându-și separarea de NYU, cadrele didactice de la medicină au încercat afilierea unei noi universități, iar pe data de 14 aprilie,1898 Cornells Board of Trustees a votat pentru înființarea unei școli de medicină și profesorii aleși înainte pentru NYU au devenit decanul și cadrele didactice. Școala s-a deschis pe data de  4 octombrie 1898 în facilitățile laboratorului Loomies. De atunci, școala de medicină Cornell a funcționat în Manhattan.
Cornell a continuat să fie un inovator tehnologic, aplicând propriile descoperiri atât la campus cât și în alte locuri. De exemplu, a fost una dintre primele universități care a folosit electricitatea în scopul iluminării terenului din campus folosind o mașină dinamo-electrică cu apă în 1883. Începând cu anul 1894, universitatea Cornell a inclus și colegii finanțate de stat, administrând în același timp activități de cercetare și extindere cofinanțate de stat și federaliști. Cornell a avut un alumni activ încă de la primele clase și a fost printre primele universități care a admis reprezentanți ai Board of Trustees pe baza alegerilor lor. 

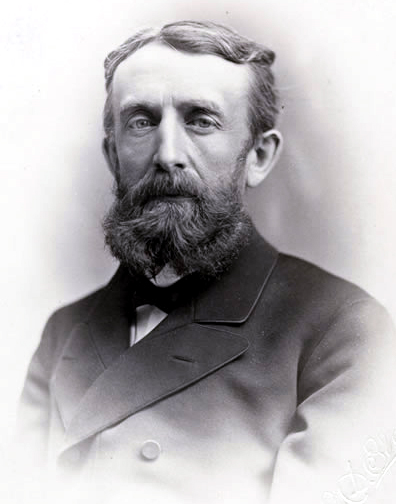
Andrew Dickson White.

Cornell s-a extins semnificativ, mai ales după Al Doilea Război Mondial, populația din Ithaca ajungând, până acum, la aproximativ 20,000 de studenți și masteranzi. Cadrele didactice s-au extins de asemenea, ca la sfârșitul sec. XX să aibă 3,400 de membrii. Școala și-a extins și raza de studii oferite. Astăzi, universitatea are programe care acoperă multe domenii și oferă mai mult de 4,000 de cursuri. Cornell a primit o atenționare națională în 1969, când Afro-Americanii au ocupat Willard Straight Hall în semn de protest împotriva așa-numitului rasism. Criza a avut ca rezultat abandonarea postului de președinte de către James A. Perkins și restructurarea guvernării universității.
Din 2000, Cornell și-a extins programele internaționale. În 2004, universitatea a deschis Weill Cornell Medical College în Qatar, prima școală americană de medicină din afara Statelor Unite. Ea continuă să făurească parteneriate cu instituții majore din India, Singapore și Republica Populară Chineză. Universitatea, cu înaltul său profil internațional, susține că este „prima universitate transnațională”. Pe data de 9 martie,2004, Cornell și Stanford au pus baza pentru un centru nou, Bridging the Rift, poziționat pe granița dintre Israel și Jordan.

## Campusurile

### Campusul din Ithaca

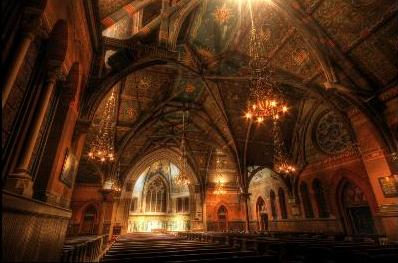
Capela Sage, o capelă neconfesională. situată în campus, care este locul de odihnă veșnică a fondatorilor universității, printre alții.

Cel mai important campus al Cornell-ului este pe East Hill în Ithaca, New York, cu priveliște spre oraș și lacul Cayuga. Când universitatea a fost fondată în 1865, campusul avea 209,5 acri (0,85 km²) din cei aproximativ 300 acri (1,2 km²) din ferma lui Ezra Cornell. De atunci, s-a extins la aproximativ 745 acri (3,0 km²) cuprinzând atât dealul cât și majoritatea zonelor înconjurătoare. Cele 260 de clădiri universitare sunt împărțite în principal în Central (central) și North Campuses (campusurile din nord) pe platoul dealului, West Campus (campusul din vest) aflându-se pe panta sa, iar Collegetown la sud de Central Campus. Central Campus are laboratoare, clădiri administrative, aproape toate clădirile academice ale campusului, așezări  sportive, auditorii și muzee. Singura așezare rezidențială rămasă în Central Campus sunt dormitoarele școlii de drept, Hughes Hall. North Campus cuprinde locuințele bobocilor și masteranzilor, case cu program tematic și 29 de case ale frățiilor și surorităților. West Campus cuprinde două așezări aristocratice rezidențiale și 25 de case  frățiilor și surorități de rezervă. Collegetown cuprinde două așezări aristocratice rezidențiale și centrul Schwartz al artelor interpretative (actorie, muzică, dans) înconjurat de cartierul de apartamente, cantine și afaceri.
Campusul principal este caracterizat de o amplasare neregulată și de stiluri arhitectonice eclectice, incluzând clădiri bogat împodobite în stil Collegiate Gothic, victorian, Neoclasic, dar și clădiri în stilul internațional și modernist, mai puțin decorate. Clădirile bogat ornamentate sunt în general construite înaintea celui de-al doilea război mondial. Deoarece numărul studenților s-a dublat de la 7.000 în 1950 la 15.000 în 1970, grandiozitatea a fost lăsată deoparte în  sunt aranjate în formă de pătrat, altele sunt plasate într-um mod compact și întâmplător. Aceste excentricități provin de la planurile pentru campus a numeroșilor directori ai universității. De exemplu, în unul dintre primele planuri, Frederick Law Olmsted, designerul Central Park-ului, a proiectat “o terasă grandioasă”, cu priveliște spre lacul Cayuga. Deoarece planul cu terasa a fost lăsat deoparte, amfiteatrul McGraw pare să fie orientat în direcția greșită, spre Library Slope decât spre Arts Quad.           

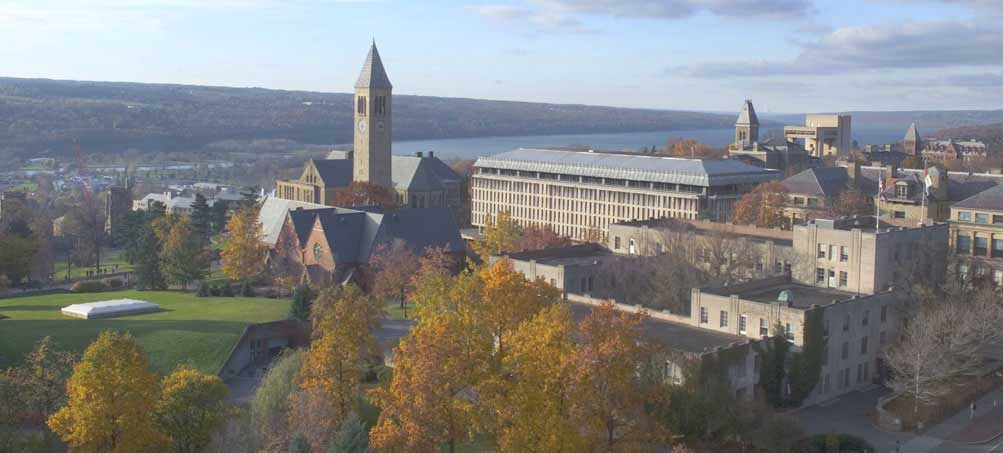
Panoramă asupra campusului central și a Turnului McGraw.

Universitatea deține câteva clădiri care se află în registrul național al locurilor istorice (National Register of Historic Places), printre care și casa Andrew Dickison White, amfiteatrul Bailey, afiteatrul Caldwell, amfiteatrul Comstock, amfiteatrul Morrill și casa Deke. Cel puțin alte trei clădiri istorice- originalul amfiteatru Ronerts, amfiteatrul East Robert și amfiteatrul Stone- au fost de asemenea trecute în registrul național al locurilor istorice (NRHP), în ciuda faptului că au fost demolate în anii 80’.
Campusul Ithaca este poziționat în mijlocul văilor deluroase a zonei lacurilor Finger și din  vârful East Hill (dealul de est) pot fi observate zonele înconjurătoare, inclusiv lacul Cayuga de 38 (61,4 km) lungime. Două defilee, Fall Creek și Cascadilla, legate de campusul central au devenit lacuri populare de înot în timpul lunilor calde (deși universitatea este împotriva acestui lucru). Adiacent campusului principal, Cornell deține 2800 acri (11,6 km²) Cornell Plantations, o grădină botanică care conțin flori, copaci și iazuri de-a lungul potecilor îngrijite.
Cornell a adoptat un plan inteligent și rezistent de acțiune și are câteva clădiri certificate cu Leadership in Energy and Environmental Design (LEED) în campusul Ithaca. În 2009, un nou dispozitiv care folosea gaz pentru încălzire și energie a înlocuit unul care folosea cărbune, reușind astfel să reducă emisiile de carbon cu 7 % sub nivelurile din 1990 și să reducă emisiile de dioxid de carbon cu 75000 tone pe an. Facilitatea acoperă 15 % din nevoia energetică a campusului și un plan hidro-electric condus de universitate în campus din Fall Creek Gorge aprovizionează cu 2 %. Un proiect câștigător de medalie care folosește lacul Cayuga ca sursă de răcire a clădirilor din campus economisește 80 % din energie față de sistemele convenționale. În 2007 Cornell a atestat un centru pentru un viitor sustenabil. Cornell a fost evaluat de nivelul „A” de către College Sustainability Report Card 2011 pentru inițiativele luate în domeniul ecologiei și a sustenabilității.

### Campusul din New York City

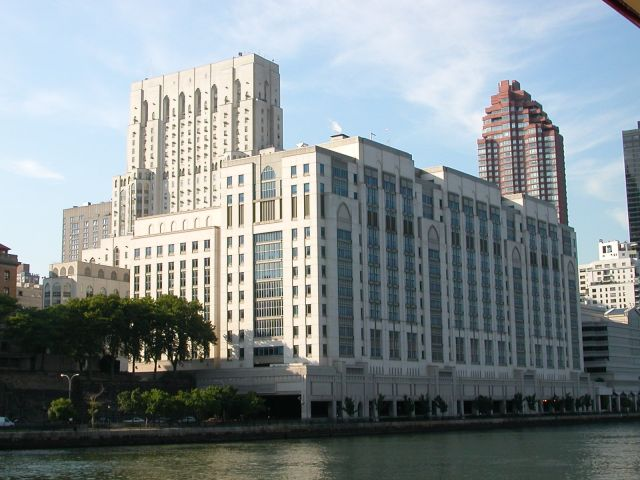
Priveliște asupra Centrului Medical Weill de pe malul râului East River, New York.

Campusul medical al Cornell-ului din New York, de asemenea numit Weill Cornell, se află în cartierul Upper East Side din Manhattan, New York. Este casa a două diviziuni a universității Cornell, Weill Cornell Medical College și Weill Cornell Graduate School of Medical Sciences care au fost afiliate cu New York-Presbyterian Hospital din 1927. Deși cadrele didactice și academice sunt separate, centrul medical își împarte funcțiile spitalului administrativ și universitar cu Columbia University Medical Center. Aceste spitale universitare includ de asemenea Payne Whitney Clinic din Manhattan și Westchester Division din White Plains, New York. Weill Cornell Medical College este de asemenea afiliată cu învecinatele Memorial Sloan-Kettering Cancer Center, Rockefeller University și Hospital for Special Surgery (spitalul pentru operații speciale). În 2006 NewYork–Presbyterian/Weill Cornell Medical Center au investit într-o facilitate în valoare de $25 milioane dolari care generează 100% din nevoile electrice folosind căldura nefolosită la centrala cu aburi. Campusul medical a testat un dispozitiv de adaptare de reducere a energiei comprehensiv. Mulți membri ai cadrelor didactice au întâlniri la aceste instituții, iar Weill Cornell, Rockefeller și Memorila Sloan-Kettering oferă programul Tri-Institutional MD-PhD studenților admiși care studiază medicina la Cornell. Din 1942 până în 1979, campusul a avut și o școală de  asistente medicale.
Pe lângă centrul medical în New York City se mai găsesc și birouri de servicii publice ale Cornell-ului. Programul Urban Schoolers încurajează studenții să se orienteze spre cariere în serviciul public ocupându-se de copii, familiile și comunitățile cele mai sărace din New York City. Colegiul de ecologie umană (NYS College of Human Ecology) și Colegiul de agricultură și științele vieții (NYS College of Agriculture and Life Sciences) asigură căi studenților să ajute comunitățile locale prin grădinărit și construcție împreună cu Cornell Cooperative Extension. Studenții împreună cu NYS School of Industrial and Labor Relations’ Extension and Outreach Program fac expertize la locurile de muncă valabile organizațiilor, membrilor uniunilor și adulților care lucrează. Colegiul de inginerie (College of Engineering’s) aduce laolaltă în domeniul financiar îmbunătățiri în cercetarea afacerilor și servicii de sprijin atât aplicațiilor financiare cât și în planificarea sănătății publice. Colegiul de arhitectură, artă și planificare (College of Architecture, Art and Planning) are asigurate studiouri și spații pentru seminare pentru studenți și cadre didactice  pe strada West 17th, lângă Union Square.

### Campusul din Qatar

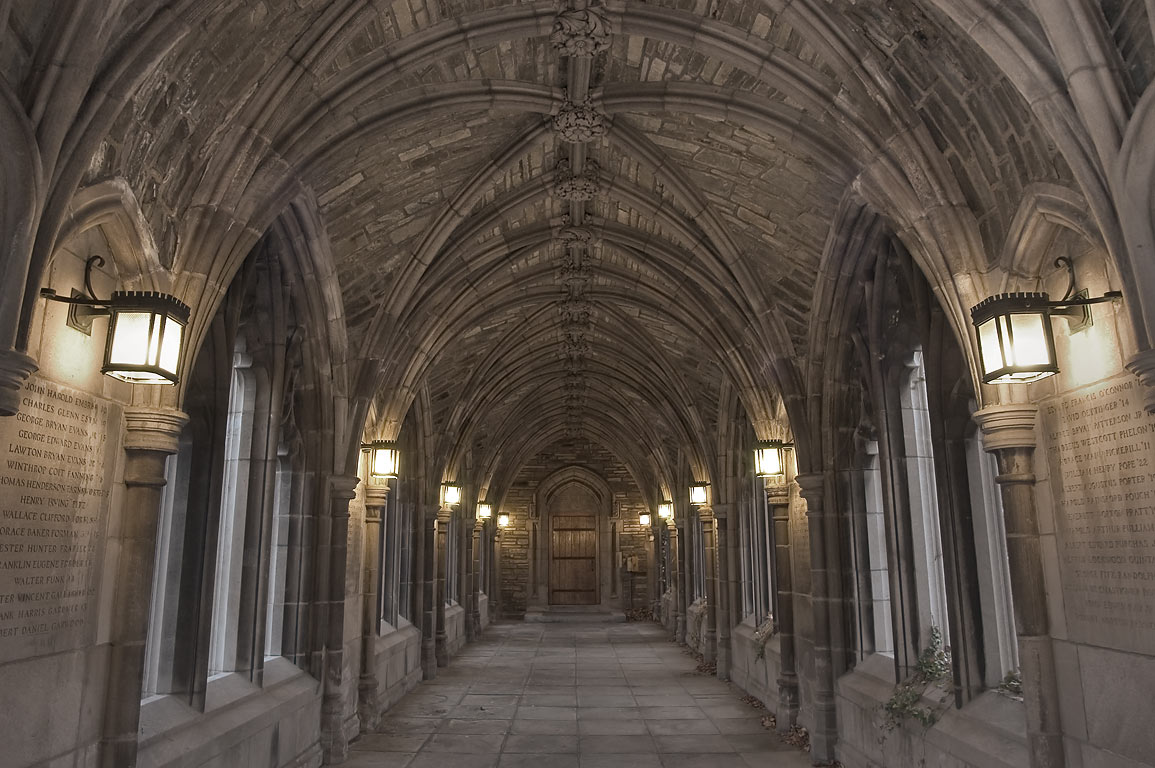
Memorial al Primului Război Mondial în Campusul de Vest

Centrul medical Weill Cornell se află în Education City, Qatar lângă Doha. Deschis în septembrie 2004, a fost prima școală medicală americană din afara Statelor Unite. Colegiul face parte din programul Cornell-ului de a crește influența internațională a universității în lume. Colegiul s-a născut din inițiativa universității și a guvernului din Qatar, care speră să îmbunătățească programele academice și îngrijirea medicală a țării. Pe lângă programul de patru ani MD, care oglindește materia predată la Weill Cornell Medical College din New York City, colegiul mai oferă un program de doi ani pre-medical cu un proces de admitere separat. Programul pentru studenți s-a deschis în 2002 și a fost primul institut coeducațional de rang mare din Qatar. 
Colegiul este parțial fondat de către guvernul din Qatar prin Qatar Foundation, care a contribuit cu 750$ milione dolari la construcție. Centrul medical are sediul într-o clădire mare de două etaje creată de Arata Isozaki. În 2004, Qatar Foundation a anunțat construirea unui spital universitar de specialitate cu capacitatea a 350 de paturi lângă colegiul medical din Education City. Spitalul este în prezent în construcții și va fi terminat în următorii câțiva ani.

### Alte facilități
Universitatea Cornell deține și operează multe alte facilități în întreaga lume. Observatorul Arecibo din Puerto Rico, este cel mai mare radiotelescop monolitic acționat de Cornell pe baza unui contract cu Fundația Națională de Științe. Laboratorul marin Shoals, acționat în parteneriat cu Universitatea din New Hapshire, este folosit periodic ca domeniu maritim de studiu pentru studenți pe o suprafață de 0,4 km² pe insula Appledore de pe coasta New-Hampshire-ului.
Multe dintre facilitățile universității sunt centrate pe conservarea resurselor naturale și pe ecologie. Stația de experimente agricole din statul New York, a Colegiului de agricultură și științe se află în Geneva, New York la 80 km distanță de campusul principal. Unitatea este formată din 20 de clădiri principale pe o suprafață de 0,5 km² și din 2,8 km² de teren folosit pentru experimente și cercetări horticole. De asemenea, universitatea mai acționează și trei substații: Laboratorul de cercetări viticole din Fredonia, laboratorul Hudson Valley din Hoghland și laboratorul de cercetări horticole Long Island din Riverhead.
Laboratorul de ornitologie din Sapsucker Woods, Ithaca studiează biodiversitatea păsărilor. În 18 aprilie 2005, laboratorul a anunțat că au redescoperit o specie de ciocănitori despre care se credea că dispăruseră. Centrul pentru studiul științific al animalelor din Harford, New York și laboratorul care studiază rațele din Eastport, New York monitorizează bolile animalelor și zootehnia. Pădurea Arnot folosită pentru studiu și cercetări se întinde pe o suprafață de 16,5 km² alfându-se la 32 km la sud de campusul din Ithaca, este cel mai des folosită pentru instruirea studenților și cercetări legate de silvicultură. Misiunea stației biologice din Bridgeport, New York este asigurarea unui centru pe termen lung pentru cercetări legate de ecologie și pentru a susține programele educaționale ale universității, accentul punându-se pe sistemele de apă lacustre. Departamentul de horticultură acționează ferma Homer C. Thompson folosită pentru cercetări și ferma Freeville pentru studiul organic în Freeville, New York. Universitatea mai acționează laboratoarele pentru studiul biodiversității din Punta Cana, Republica Dominicană și din pădurea amazoniană din Peru numită Laboratorul Esbaran Amazon a universității Cornell.
Universitatea susține de asemenea birouri pentru studii în străinătate și pentru burse. Programul Cornell în Washington le oferă studenților posibilitatea de a studia un semestru în Washington, D.C. ocupând posturi de cercetare sau stagiatură și câștigând experiență pentru absolvire. Programul Cornell în Roma, acționat de facultatea de Arhitectură, artă și planificare le oferă studenților posibilitatea să folosească orașul ca o resursă ca să învețe arhitectura, studii urbane și artă. Colegiul de ecologie umană oferă programul Urban Semester (semestrul urban) pentru ca studenții să participe la cursuri speciale și să completeze o stagiatură în New York City timp de un semestru. De asemenea programul Capital Semester (semestrul capitalei) le oferă studenților posibilitatea de a completa stagiatura în parlamentul statului New York.  Cornell, fiind o universitate de tip land-grant ce aparține statului New York, acționează serviciu cooperativ cu 56 de birouri în tot statul, fiecare beneficiind de educatori care oferă programe despre următoarele subiecte: Agricultură și alimentație; copii, tineri și familii; comunitatea și economia; mediul și resurse naturale; nutriție și sănătate. Cornell acționează de asemenea Centrul de Diagnostic al animalelor din New York.

## Organizare și administrare
Cornell este o organizație non-profit guvernată de cei 64 de membri ai Board of trustees. Trei dintre membrii sunt aleși de către comandatul din New York; o poziție este ocupată de către cel mai învârstă descendent direct a lui Ezra Cornell; câte doi memebri din domeniul agriculturii, afacerilor și a comerțului din statul New York; opt membri sunt aleși dintre absolvenții universității; doi membri aleși de către cadrele didactice de la universitățile din Ithaca și Geneva; doi membri sunt studenți în Ithaca și un membru ales de către cei ce lucrează la universitățile din Ithaca și Geneva, 37 de alți membri și în final, guvernatorul, președintele temporar al senatului, purtătorul de cuvânt și președintele universității ales prin votare din oficiu. Peter C. Meinig este directorul adunării din 2002.  Membrii aleg un director ca să ocupe postul de director executiv și ofițer al educației. David J. Skorton, cel de-al doisprezecelea președinte al adunării este în funcție din iulie 2006. Membrii Board of Trustees participă anual la patru ședințe.
Cornell are nouă colegii private și patru asigurate public: Colegiul de agricultură și științele vieții, colegiul de ecologie umană, școala de industrie și comerț și colegiul de medicină veterinară. Aceste colegii au primit $131,9 milioane alocate de SUNY în 2010-2011 pentru a finanța educația, cercetările și serviciile universității. Bugetul mai include de asemenea $3,9 milioane din partea statului pentru extinderea cooperativă a Cornell-ului. Locuitorii statului New York care sunt studenți ai facultății beneficiază de o reducere a costurilor facultății. Însă în 2005, Attomey General Eliot Spitzer a declarat cu tot respectul față de activitățile colegiilor, că acestea ar trebui să fie private, neaflându-se de partea niciunui partid.

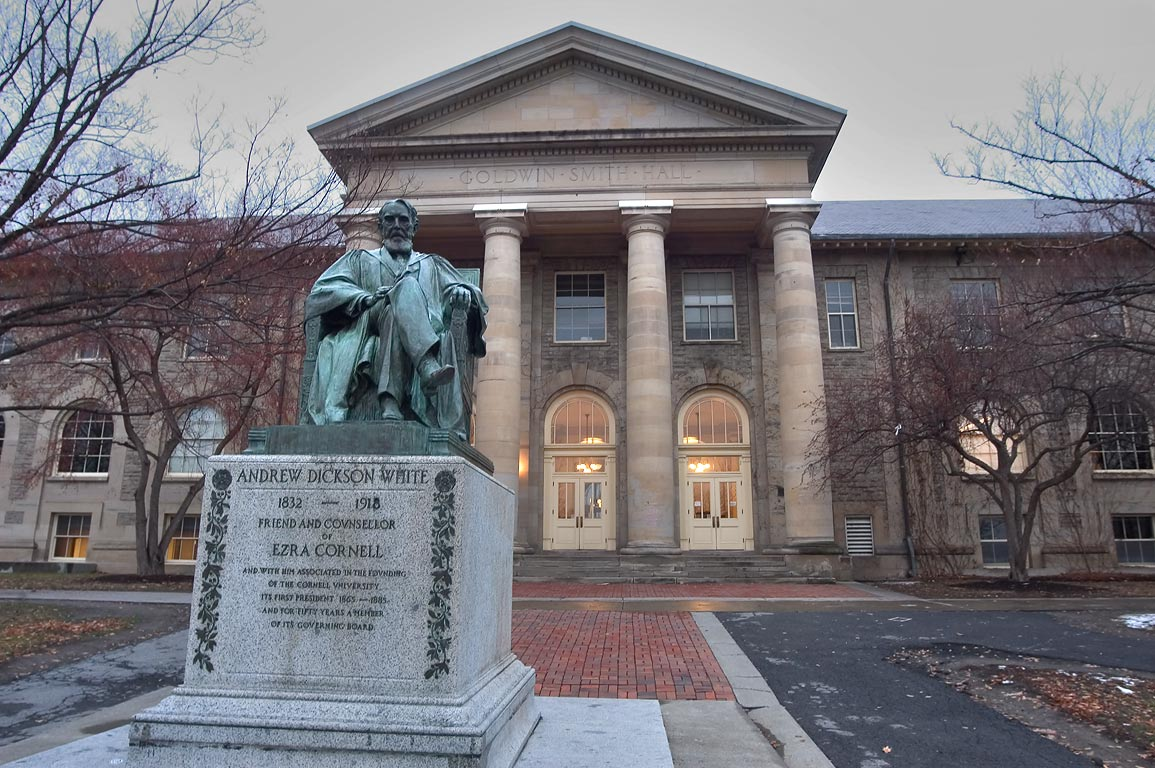
Statuia lui Andrew Dickson White

Cornell este descentralizat, colegiile și școlile beneficiind de autonomie. Fiecare își definește propriile programe academice și oferă propriile diplome. Singurele condiții întâlnite la fiecare colegiu și universitate este susținerea unui test de înot care trebuie trecut, să se facă două feluri de educație fizică și să îndeplinească o cerință scrisă. Câteva departamente academice oferă cursuri în mai multe colegii și școli. Toate departamentele sunt legate de cel puțin un colegiu, mai puțin Cornell Africana Studies care va fuziona cu colegiul artelor în iulie 2011. 
Șapte școli oferă programe liceale și șapte oferă programe universitare și profesionale. Studenții care absolvesc programele liceale sunt admiși în facultățile universității. Școala de vară oferă programe studenților și liceenilor. Din cei 13,515 de studenți ai programelor liceale 4,251 (31,5 %) sunt studenți la arte și științe, 3,153 (23,3%) studiază agricultura și științele vieții și 2,880 (19,8 %) studiază ingineria. Cei mai puțini studenți îi are colegiul de arhitectură, artă și planificare cu 515 (3,8%) studenți.
Câteva alte universități au folosit Cornell-ul ca model, printre care și Universitatea din Sydeny din Australia și Universitatea din Birmingham, Regatul Unit; ultima pe baza recomandării unuia dintre finanțatorii săi, Andrew Carnegie, care a făcut parte din Board of Trustees. 
Universitatea acționează și eCornell, care oferă programe certificate și cursuri de dezvoltare profesională online. Cornell este de asemenea partener în programul sea-grant a statului New York.
În 2009, Cornell a fost clasat pe locul trei printre universitățile care beneficiază de  fonduri private, adunând $446,75 de milioane. Pe lângă dezvoltarea universității centrale cu cadrele din Ithaca și New York, fiecare colegiul și program are propriul program de obținere a fondurilor. În 2006, Cornell a lansat o campanie pentru strângerea a $4 bilioane, iar până în noiembrie 2010 au strâns 3 bilioane de dolari.

## Studii academice
Cornell este o universitate mare, care se axează mult pe cercetare cu majoritatea admiterilor în programele liceale. Universitatea este acreditată de către Middle States Commission on Higher Education din 1921. Cornell acționează pe un calendar de 4-1-4 cu semetrul întăi începând la sfârșitul lui august și sfârșindu-se la începutul lui decembrie, urmată de o sesiune ce ține trei săptămâni  în ianuarie și al doilea semstru începând la sfârșitul lui ianuarie și terminându-se la începutul lunii mai.

#### Admitere
Pentru promoția 2014 a studiilor liceale, Cornell a admis 6673 de studenți din 36338 de aplicanți. Dintre cei admiși 89 % au fost printre primii 10 % din promoția lor. Pentru promoția 2013, rata de admitere a fost de 19,1 %.  Pentru promoția de 2012 a studiilor liceale, rata de admitere a fost de 20,4 %. Dintre cei admiși, nota medie a bacalaureatului verbal a fost de 700, iar cea de la matematică de 720. De asemenea, 92% din cei admiși pentru promoția 2011 au fost printre primii 20% din clasa de la liceu. Cornell admite studenți  din toate cele 50 de state ale USA și din mai mult de 120 de țări din lume. Promoția din 2010 are reprezentanți din toate statele mai puțin Arkansas. De asemenea, în toamna anului 2005, 28% din studenți s-au declarat membrii a minorităților etnice. Aplicanții moștenitori beneficiază de un mic avantaj în cadrul procesului de admitere.
În 2005 facultățile au admis 21,6 % din totalul de aplicanți, școala de drept a admis 20,6 %, cea de medicină veterinară 10,9 %, iar colegiul de medicină Weill Cornell 4,3 %. în 2010 școala de management Johnson a admis 10,1 % din aplicanți.

### Burse

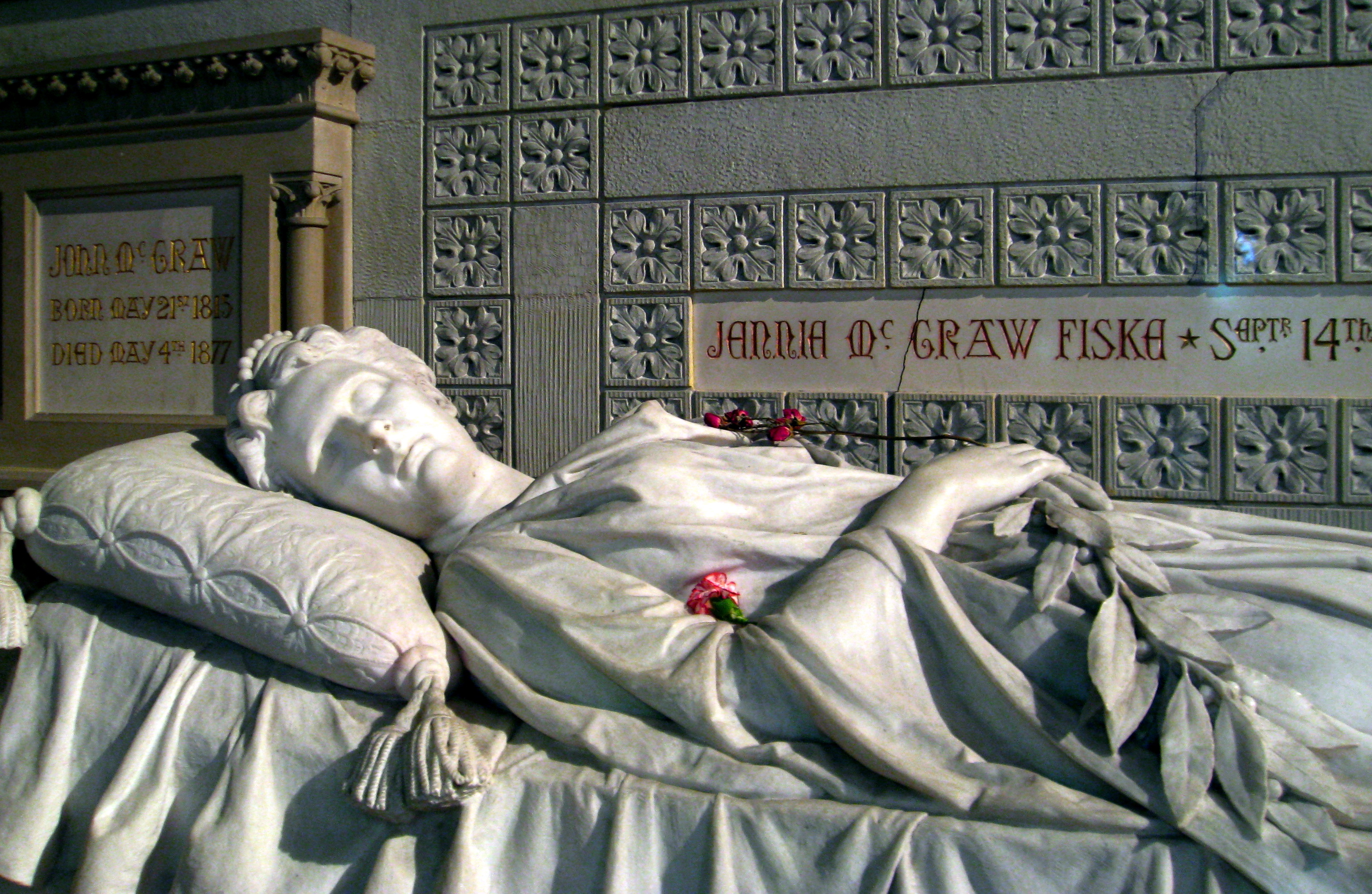
Sarcofagul lui Jennie McGraw, o binefăcătoare a universității

Când a fost înființată, universitatea Cornell era considerată ca fiind revoluționară deoarece fondatorul ei, Ezra Cornell era dispus să admită toți studenții, indiferent de starea lor financiară. Capitolul 9 din actul constituțional original al universității susținea: „universitatea va admite la cele mai mici costuri compatibile cu averea și eficiența aplicantului, fără a se lua în considerare clasa socială, ocupația sau localitatea.” Actul constituțional oferea instruire gratuită câte unui  student ales din fiecare stat. În primii zece ani de la deschidere, universitatea a admis femei și studenți din minorități și a oferit burse multor studenți, folosind o combinație de împrumut și oportunități de lucru și studiu. Primul fond de burse al universității a fost creat în 1892.
Începând cu 1950 Cornell s-a coordonat cu alte universități din Ivy League pentru a asigura un set de burse consistente. Însă în 1989 această coordonare a fost terminată. Chiar și după terminarea acestei coordonări, fiecare universitate ce face parte din Ivy League, continuă oferirea unei ajutor fără să ofere burse atletice. În decembrie 2010, Cornell a anunțat o politică de potrivire a oricărei componente a unei burse de la alte universități din Ivy Leauge, MIT, universitatea Duke sau Stanford, dacă un aplicant admis încearcă să se decidă între Cornell și facultățile menționate.
Pe data de 31 ianuarie 2008, Cornell a anunțat oferirea unui nou tip de bursă în următorii doi ani. În primul an, Cornell a înlocuit împrumuturile cu burse pentru studenții programelor liceale care provin din familii cu venituri sub $60,000 și a oferit $3000  pe an celor care proveneau din familii cu venituri între $60,000 și $120,000. În al doilea an, programul s-a îmbunătățit înlocuind împrumuturile cu burse pentru studenții ce proveneau din familii câștiguri sub $75 000 și a oferit împrumuturi celor ce proveneau din familii cu câștiguri între $75 000 și $120 000. Pentru cei proveniți din familii cu câștiguri de peste $120 000, împrumuturile erau de $7500 pe an. Inițiativa costă $14 milioane pe an pentru a implementa. Cu toate că fondurile universității au scăzut cu 27 % în a doua jumătate a anului 2008, președintele a anunțat că inițiativa va continua prin folosirea a $35 milioane din fondurile destinate anului 2009-2010. Cornell speră la $125 milioane oferite ca daruri pentru a suporta inițiativa burselor. În 2010, 1647 din 3181 de studenți admiși aveau nevoie de burse. Datoria medie a studenților la absolvire este de $21 549.

### Programe internaționale
Cornell oferă programe axate pe cele internaționale, printre care studii africane, franceze, germane, evreiești, latino, New Eastern, romanistică și literaturǎ rusă. Cornell a fost prima universitate care a predat limbi din Orientul Îndepărtat. De asemenea studenții pot studia în străinătate pe oricare dintre cele șase continente.
Studiile asiatice care includ programul Asia de sud, programul Asia de sud-est și studiile Chinei,Asiei și a Pacificului oferă oportunități pentru studenți și cercetători din Asia. Cornell are o înțelegere cu universitatea Peking permițându-le studenților ce studiază în programele mai sus menționate să petreacă un semestru în Beijing. În mod asemănător, colegiul de inginerie are o înțelegere de a face schimb de studenți și cadre didactice cu universitatea Tsinghua din Beijing, iar școala de management hotelier are un program comun universitatea tehnologica Nanyang din Singapore. Colegiul de agricultură și științele vieții a semnat o înțelegere cu institutul național de știință agrobiologică din Japonia și cu universitatea din Philippines, Los Baños pentru cercetări comune și pentru a face schimb de studenți și cadre didactice.  De asemenea mai cooperează în cercetările agriculturale cu Consiliul Indian de cercetări agriculturale.
În Orientul Mijlociu, eforturile Cornell-ului se concentrează pe biologie și medicină. Colegiul medical Weill Cornell din Qatar instruiește doctori noi pentru a îmbunătății serviciile de sănătate din regiune. Universitatea dezvoltă și centrul Bridging the Rift, „o bibliotecă a vieții” (sau o rețea de baze de date a tuturor sistemelor vii) pe granița dintre Israel și Iordania în colaborare cu cele două țări și universitatea Stanford. Cornell a fost în parteneriat și cu univeristatea Queen's din Canada pentru a oferi un program comun executiv de MBA. Programul inovativ include atât cursuri în campus cât și cursuri prin conferințe video. Absolvenții programului primesc câte un MBA de la Cornell și Queen's.

### Clasamente
Cornell este printre primele 20 de universități din lume. În 2010 Cornell a fost plasată pe locul 14 de către Times Higher Education World University Rankings și pe locul 16 de către QS World University Rankings. În 2011 universitatea a fost clasată pe locul 15 de către U.S. News& World report University Rankings. În 2006, The Princeton review a declarat că universitatea Cornell este pe locul nouă în rândul „colegiilor de vis” pentru liceeni și părinții lor. Cornell mai este renumit pentru accentul care se pune pe rezolvarea problemelor și dezbateri școlare și pentru varietate în campus printre alte lucruri.

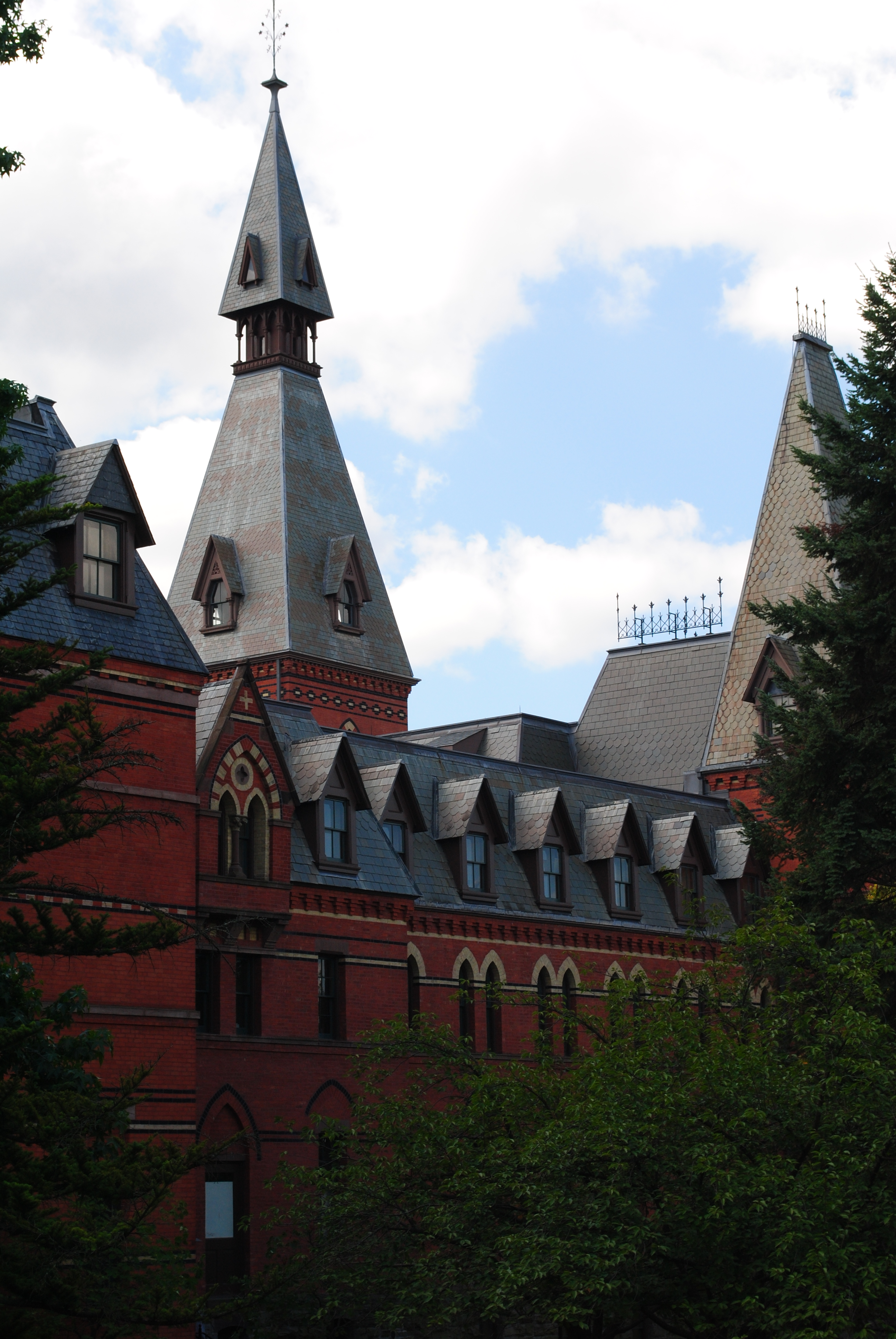
Sage Hall

Multe dintre școlile Cornell-ului au fost numite printre cele mai bune din Statele Unite. În ediția anuală a „America's Best Architecture & Design Schools”, jurnalul Design Intelligence a clasat univeristatea ca fiind prima din națiune. În ediția din 2009, programul a ajuns pe locul întâi iar programul Master of Architecture a ajuns pe locul al șaselea. Printre școlile de business din Statele Unite, școala de Management Johnson a fost clasată pe locul al șaptelea de BusinessWeek în 2001, pe locul al nouălea de către Forbes în 2005, al paisprezecelea de U.S. News în 2008 și pe locul al optsprezecelea de către The Wall Street Journal în 2005. Școala a fost clasată pe locul al șaptesprezecelea din lume de către The Economist. U.S. News  a clasat colegiul medical Weill Cornell pe locul al cincisprezecelea din Statele Unite în ediția din 2007. Colegiul de medicină veterinară a ajuns pe primul loc printre școlile de medicină veterinară din Statele Unite. Școala de drept Cornell a ajuns pe locul al doisprezecelea printre școlile de drept din țară.
Printre programele de inginerie, Cornell a fost clasată ca fiind pe locul 9 din Statele Unite de către U.S. News în 2008.  În 2006, 2007 și în 2008 Cornell a ocupat primul loc în clasamentele de programe de inginerie clasate de către U.S. News. În 1954, Conrad Hilton a numit școala de management hotelier ca fiind cea mai bună din lume. De asemenea National Research Council a clasat calitatea cadrelor didactice ca fiind pe locul al cincilea în arte și științe umane, al șaselea în matematică și fizică și al cincilea în inginerie.

### Biblioteca

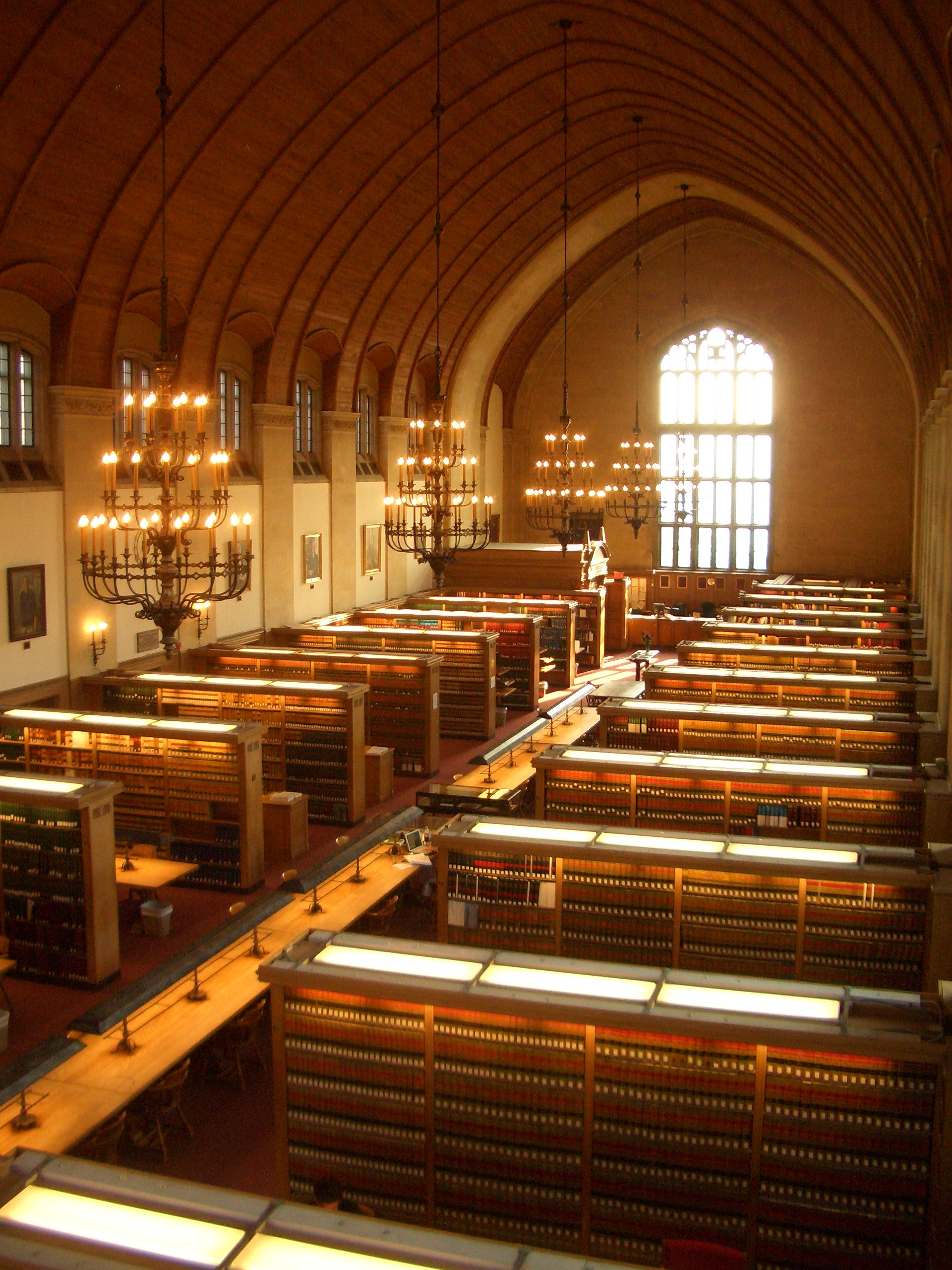
Librăria școlii de drept

Biblioteca Universității Cornell este a 11-a bibliotecă academică din Statele Unite ordonate după numărul de volume deținute.  Organizată în 20 de divizii, în 2005 a deținut 7,5 milioane de volume tipărite, 8,2 milioane microfișe și microfilme și un total de 440,000 de hărți, filme, DVD-uri, înregistrări sonore și fișiere de calculatoare în colecțiile sale, în plus față de resursele extinse digitale și arhivele universității.  În 2006 The Princeton Review a clasat Biblioteca Universității Cornell ca fiind a 11-a cea mai bună bibliotecă universitară și a urcat până la poziția a 6-a în 2006. Biblioteca joacă un rol activ în arhivarea și promovarea online a documentelor istorice și științifice. ArXiv, o arhivă e-print creată la Laboratorul Național Los Alamos de Paul Ginsparg, este operată și finanțată  în principal de către Cornell, ca parte a serviciilor bibliotecii. Arhiva a schimbat modul în care mulți fizicieni și matematicieni comunică, făcând e-print-ul un mijloc viabil și popular de a anunța noile cercetări. Cornell este, de asemenea „casă” pentru o colecție de documente de sursă primară a unei organizații puțin cunoscute: Asociația Americană Pentru Legislația Muncii.

### Presă și Publicații
Presa Universității Cornell, înființată în 1869 dar inactivă între 1884 și 1930 a fost prima întreprindere de publicare universitară în SUA iar astăzi este una din cele mai mari publicații universitare de presă ale țării. Ea produce aproximativ 150 de publicații în diferite discipline incluzând antropologia, studii asiatice, științele biologice, istorie, relații industriale, critică literară și teorie, istorie naturala, filosofie, politică și relații internaționale, științe veterinare și studii de femei. Cornell de asemenea publică o serie de reviste academice. De exemplu, Școala de administrație publică Johnson Science Quarterly publică un jurnal de afaceri A-nivel și Facultatea de Drept publica trei reviste editate de studenți: Cornell Law Review, Cornell International Law Journal, și Cornell Journal of Law and Public Policy. În plus, Journal of Empirical Legal Studies  este și el un jurnal publicat de Facultatea de Drept Cornell.

## Cercetări
Cornell, o universitate de cercetare, este clasată pe locul patru în lume în producerea de cel mai mare număr de absolvenți care merg să continue doctoratele în inginerie sau științe naturale în instituții americane, precum și al cincilea în lume în producerea de absolvenți care urmează doctorate la instituții Americane în orice domeniu. Cercetarea este un element central al misiunii universității; în 2009, Cornell investit 671 milioane dolari în știință și cercetări în inginerie și dezvoltare, a 16-lea cea mai mare sumă în Statele Unite ale Americii.

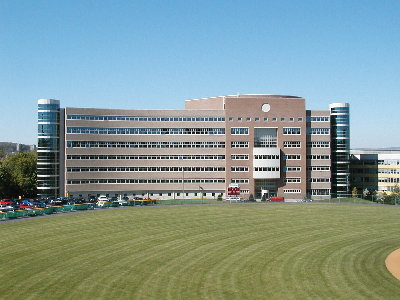
Centrul de informatică avansată a universității Cornell a fost unul dintre primele cinci centre ale NSF's Supercomputer Centers Program.

Pentru anul fiscal 2004-2005 fiscal, universitatea cheltuit 561.3 milioane dolari pentru cercetare, destinatarii principali ai acestei finanțare fiind colegiile de Medicină (164.2 milioane de dolari), Agricultură (114.5 milioane de dolari), Arte și Științe (80.3 milioane dolari ) și Inginerie (64.8 milioane de dolari). Bani provin în mare parte din surse federale, cu investiții federale de 381.0 milioane de euro. Cei mai mulți bani investiți provin de la Departamentul de Sănătate și Servicii Umane și National Science Foundation care alcătuiesc, 51,4% și respectiv 30,7% din totalul investițiilor federale în universitate. Cornell a fost în primele zece în lista universităților americane care primesc cele mai multe brevete de invenție în 2003. În 2004-2005, Cornell a primit 200 de prezentări de invenție, au fost depuse 203 cereri de brevet în SUA, au fost finalizate 77 de acorduri comerciale de licență, redevențe și au fost distribuite de mai mult de 4.1 milioane dolari la unitățile Cornell.
Încă din anul 1962 Cornell a fost implicat în misiuni fără pilot pe Marte. În secolul 21 Cornell a fost implicat în misiunea Mars Exploration Rover, o misiune de explorare a planetei Marte. Steve Squyres, investigator principal pentru Athena Science Payload a condus  selecția zonelor de aterizare și a solicitat date caracteristici de colectare pentru roverul Spirit and roverul Opportunity. Inginerii de la Jet Propulsion Laboratory a luat aceste solicitări și a proiectat robotii pentru a le satisface. Cei doi roboți au depășit cu mult așteptările inițiale de „viață” și sunt responsabili pentru descoperirile care au primit în 2004 onoarea Breakthrough of the Year de cǎtre revista Science. Controlul roboților pe Marte s-a mutat între NASA Jet Propulsion Laboratory de la Caltech și Cornell Științe Spațiale de construcții. Mai mult, cercetătorii de la Cornell au descoperit inele din jurul planetei Uranus și au construit și operează cel mai mare radiotelescop din lume situat în Arecibo, Puerto Rico.
Proiectul de cercetare The Automotive Crash Injury Research a fost început în 1952 de către John O. Moore la laboratorul de aeronautică Cornell, desprins în 1972 sub numele Calspan Corporation. El a explorat modul de utilizare a testelor de coliziune, inițial folosind cadavre în loc de manechine. Proiectul a descoperit că ușile mai bine blocate, volanele cu absorbția energiei, tablourile de bord capitonate și centurile de siguranță ar putea împiedica un procentaj extraordinar de leziuni. Proiectul a condus Liberty Mutual la finanțarea construirea unui prototip Safety Car în 1956, care a primit publicitate la nivel național și au influențat producătorii. Constructorii de automobile au construit în curând laboratoare proprii de crash-test și au adoptat treptat multe dintre inovațiile Cornell. Alte idei, cum ar fi locuri pentru ca pasagerii să stea față în față nu au fost adaptate de producătorii de automobile.
În 1984, National Science Foundation a început să lucreze în instituirea a cinci centre noi supercomputer, inclusiv Cornell Center for Advanced Computing, pentru a furniza resurse de calcul de mare viteză pentru cercetare în Statele Unite. În 1985 o echipă de la Centrul Național pentru aplicații de procesare rapidă a început dezvoltarea NSFNet, o rețea TCP/IP care s-ar putea conecta la ARPANET, la Cornell Center for Advanced Computing și la Universitatea din Illinois la Urbana-Champaign. Această rețea de mare viteză, fără restricții utilizatorilor academici, a devenit coloana vertebrală a rețelelor regionale la care ar fi conectate. Inițial de 56 kbit / s de rețea, traficul în rețea a crescut exponențial, link-urile au fost modernizate la 1,5 Mbit / s în 1988 și la 45 Mbit / s în 1991. NSFNet a fost un reper major în dezvoltarea internetului și creșterea ei rapida a coincis cu dezvoltarea World Wide Web.
Oamenii de știință de la Cornell au cercetat particulele fundamentale ale naturii pentru mai mult de 70 de ani. Fizicieni cum ar fi Hans Bethe, au contribuit nu numai la bazele fizicii nucleare, dar, de asemenea, au participat și la Proiectul Manhattan (a se vedea de asemenea: Lista de persoane Cornell Manhattan Project). În anii 1930, cercetătorii de la Cornell au construit cel de-al doilea ciclotron din Statele Unite. În anii ‘50, fizicienii de la această universitate au fost primii care au studiat radiațiile sincrotron. În timpul anilor 1990 Cornell Electron Storage Ring a avut cea mai mare luminozitate din lume în urma ciocnirii dintre electroni și pozitroni. După construirea sincrotronului la Cornell, Robert R. Wilson și-a luat concediu pentru a deveni director-fondator al Fermilab, care a implicat proiectarea și construirea celui mai mare accelerator din Statele Unite. Acceleratorul și grupurile de mare energie fizică sunt implicate în proiectarea International Linear Collider și intenționează să participe la construcția și funcționarea acestuia. International Linear Collider, care urmează să fie finalizat la finalul anului 2010, va completa Large Hadron Collider și lumină cu privire la chestiuni cum ar fi identitatea materiei întunecate și existența unor dimensiuni suplimentare.
În zona de științe umaniste și sociale, Cornell este cel mai bine cunoscut ca fiind unul din marile centre ale lumii pentru studiul din Asia de Sud-Est. Programul Asia de Sud-Est (The Southeast Asia Program-SEAP) de la Cornell este desemnat ca National Resource Center (NRC) de către Departamentul de Educație  din Statele Unite pe anii 2010 - 2014. Prin urmare, SEAP este important în promovarea la nivel național de a limbilor străine și cunoștințe internaționale în artele liberale și aplicate în Asia de Sud.  George McT. Kahin Center for Advanced Research on Southeast Asia  este situat în centrul istoric "Treman House." Casa a fost construită de către Robert Henry Treman, fiul unei familii locale de întreprinzători și primul membru al familiei care a urmat Universitatea Cornell și a fost ales  să fie membru al consiliului de administrație. MCT George. Kahin Center este sediul pentru studenții absolvenți SEAP , vizitatori și oameni de știință, membri ai facultății, și birourile SEAP's Publication and Outreach.

## Viața de student

### Activități

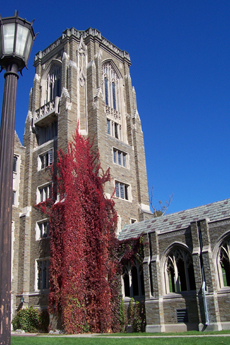
Lyon Hall.

Pentru anul școlar 2006-07, Cornell a avut 901 de organizații de studenți înregistrate. Aceste organizații au o gamă largă de activități, de la caiac la full-armura jousting, de la cluburi sportive și un grup „a cappella” la un grup de teatru improvizat, de la cluburi politice și publicații la cluburile de șah și jocuri video. Acestea sunt subvenționate financiar de departamente academice și / sau Student Assembly and the Graduate & Professional Student Assembly, două organizații conduse de studenți cu un buget colectiv de $3,0 milioane pe an. Ansamblul finanțează de asemenea și alte programe pentru viața de student, inclusiv o comisie de concert și una de teatru și film. The Cornell International Affairs Society trimite peste 100 de studenți la conferințele Model United Nations din America de Nord și găzduiește Cornell Model United Nations Conference în fiecare primăvară pentru peste 500 de elevi. Cornell United Religious Work este o colaborare între mai multe tradiții religioase diferite, ajutând la furnizarea resurselor spirituale de-a lungul timpului unui student la colegiu. The Cornell Catholic Community este cea mai mare organizație studențească catolică în campus. Organizațiile studențești, de asemenea, includ o mulțime de grupuri muzicale care interpretează tot, de la clasic, jazz, la diferite stiluri tradiționale, în plus față de Big Red Marching Band, care interpretează în mod regulat la jocurile de fotbal și alte evenimente din campus. Organizată în 1868, cea mai veche organizație Cornell este Cornell University Glee Club. Universitatea găzduiește două societăți secrete numite Sphinx Head și Quill și Dagger, care au fost prezente în campus pentru mai bine de 120 de ani. Ea are de asemenea un Student Innovation Group  dedicat îmbunătățirii vieții de student în campus.
Cornell găzduiește o mare fraternitate, cu 70 de capitole care implică 33 % dintre studenții de sex masculine și 24 % dintre cei de sex feminin. Alpha Phi Alpha, prima organizație Greek-letter între colegii înființată pentru afroamericani, a fost fondată la Cornell în 1906.

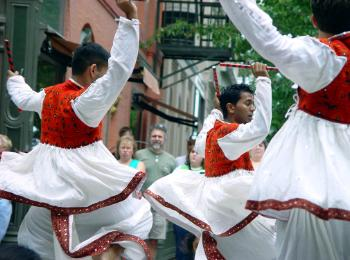
Dansatori din echipa de Raas a universității.

Pe parcursul anului universitar 2004 - 2005, sistemul elen comise 21668 munci în folosul comunității și ore de susținere și a adunat 176.547 dolari în eforturile filantropice. Cu toate acestea, administrația și-a exprimat îngrijorarea față de abaterile studențești în sistem. În același an, din cele 251 evenimente sociale înregistrate la Oficiul de fraternitate și Afacerilor Sorority, 37 (15%) a condus la o plângere. În același an, au existat cinci cazuri raportate de distrugerea proprietății, cinci de părtinire, trei incidente și diverse alte acuzații. Abaterile de către studenți, profesori sau personal sunt revizuite de către administratorul judiciar, care administrează sistemul Cornell de justiție. Cu toate acestea, studenții acuzați încălcarea codurilor academice și conduită de la Cornell au dreptul la reprezentare în sistemul de justiție Office of the Judicial Codes Counselor. Consilierii sunt de obicei studenții de la drept ai universității numiți de către președintele Universității să pledeze pentru studenții acuzați. În plus față de dreptul la reprezentare, studenții Cornell au dreptul de a nu se autoincrimina în timpul investigațiilor administratorilor, care este un drept neobișnuit (deși foarte important) în sistemele de justiție de la colegii.

### Presă și radio
Presa condusă de studenți include The Cornell Daily Sun, cel mai vechi ziar cotidian al unui colegiu in Statele Unite; The Cornell International Affairs Review; The Cornell Lunatic, o revista umoristică din campus; the Cornell Chronicle, ziarul universității; ; The Cornell Review, un ziar conservator; Kitsch Magazine, o revista caracteristică publicată în colaborare cu Colegiul Ithaca;. și Ivy Journal of Ethics, un jurnal anual de bioetică aplicată. „The Cornellian”  este o organizație independentă care organizează, produce, editează și publică anuarul cu același nume. Este compus din fotografii artistice din campus, viața de student, și atletism, precum și portrete standard ale seniorilor. Acestei organizații i-a fost acordat premiul Silver Award Crown pentru Jurnalism, precum și Benjamin Franklin Award pentru Print Design – singurul Ivy League Yearbook cu o astfel de distincție. Cornellians sunt reprezentați pe undele radio pe WVBR, un post de radio independent comercial deținut și operat de către studenți. Alte grupuri de studenți, de asemenea, operează site-uri de internet de streaming audio

### Găzduire
Campusul este, în general împărțit în trei secțiuni: Campusul de Nord, Campusul de Vest și Collegetown. Din o inițiativă rezidențială în 1997,  Campusul de Nord este populat aproape în întregime de către boboci. Singurele opțiuni pentru a trai în Campusul de Nord pentru restul studenților, care nu sunt boboci, sunt casele program: Risley Residential College, Just About Music, the Ecology House, Holland International Living Center, the Multicultural Living Learning Unit, the Latino Living Center, Akwe:kon, și Ujamaa. Dintre acestea, doar Ujamaa, Akwe: Kon, și the Latino Living Center au fost controversate, din cauza lor temelor rasiale sau etnice. Într-o încercare de a crea un sentiment de comunitate, o atmosferă de educație și în afara claselor și de a continua viziunea Andrew Dickson White, o reconstrucție 250 milioane dolari a Campusului de Vest a creat colegii rezidențiale pentru studenți. Ideea de a construi un sistem de casă poate fi atribuită în parte la succesul Risley Residential College, cel mai vechi colegiu cu operare rezidențială de la Cornell.
În plus, Cornell are mai multe zone de locuințe pentru studenți. Dintre acestea, Schuyler House (care a fost anterior o parte din Sage Infirmary) și Hughes Hall (care este o aripă a complexului școala de drept) au un aspect de cămin, în timp ce Maplewood Apartments, Hasbrouck Apartments, și Thurston Court Apartments au aspectul unui apartament, unele chiar pentru a permite viața de familie. În afara campusului, multe din case familiale în cartierele East Hill adiacente la universitate au fost transformate în apartamente. Dezvoltatorii privați au construit, de asemenea, mai multe complexe apartament în cartierul Collegetown. 9 % din studenți locuiesc în case de fraternități, deși bobocilor în primul semestru nu li se permite să li se alăture. Sistemului elen Cornell are peste 54 de reședințe grecești care găzduiesc aproximativ 1500 de elevi. Aproximativ 42 % din studenții greci trăiesc în casele lor. De asemenea, există și cooperative de locuințe sau alte unități de viață independentă, incluzând Watermargin, Telluride House, Triphammer Cooperative, the Center for Jewish Living, și The Wait Cooperative.
Începând cu anul 2008, sistemul de servit masa al universității a fost clasat pe locul 11 în națiune de The Princeton Review [225] Universitatea dispune de 30 de locații de mese în campus și un program numit Cross Country Gourmet Guest Restaurant Series, care aduce periodic bucătari, meniuri, și atmosferă de la restaurante la cele zece cafenele.

### Sporturi
Cornell are 36 de echipe de sporturi care sunt numite și Big Red. Instituție NCAA Divizia, Cornell este un membru al Ivy League și Hockey ECAC și concurează în Eastern College Athletic Conference(ECAC), cea mai mare conferință atletică din America de Nord. [227] (De amintit că ECAC Hockey nu mai este afiliat cu ECAC) Echipele Cornell's Varsity în prezent sunt de mare succes în cadrul Ivy League și consecvent provocate pentru titlurile NCAA Divizia I într-un număr mare de sporturi, inclusiv lacrosse și hochei pe gheață . În cadrul acordului Ivy League atletic, universitatea nu oferă burse sportive pentru recrutare atletică.

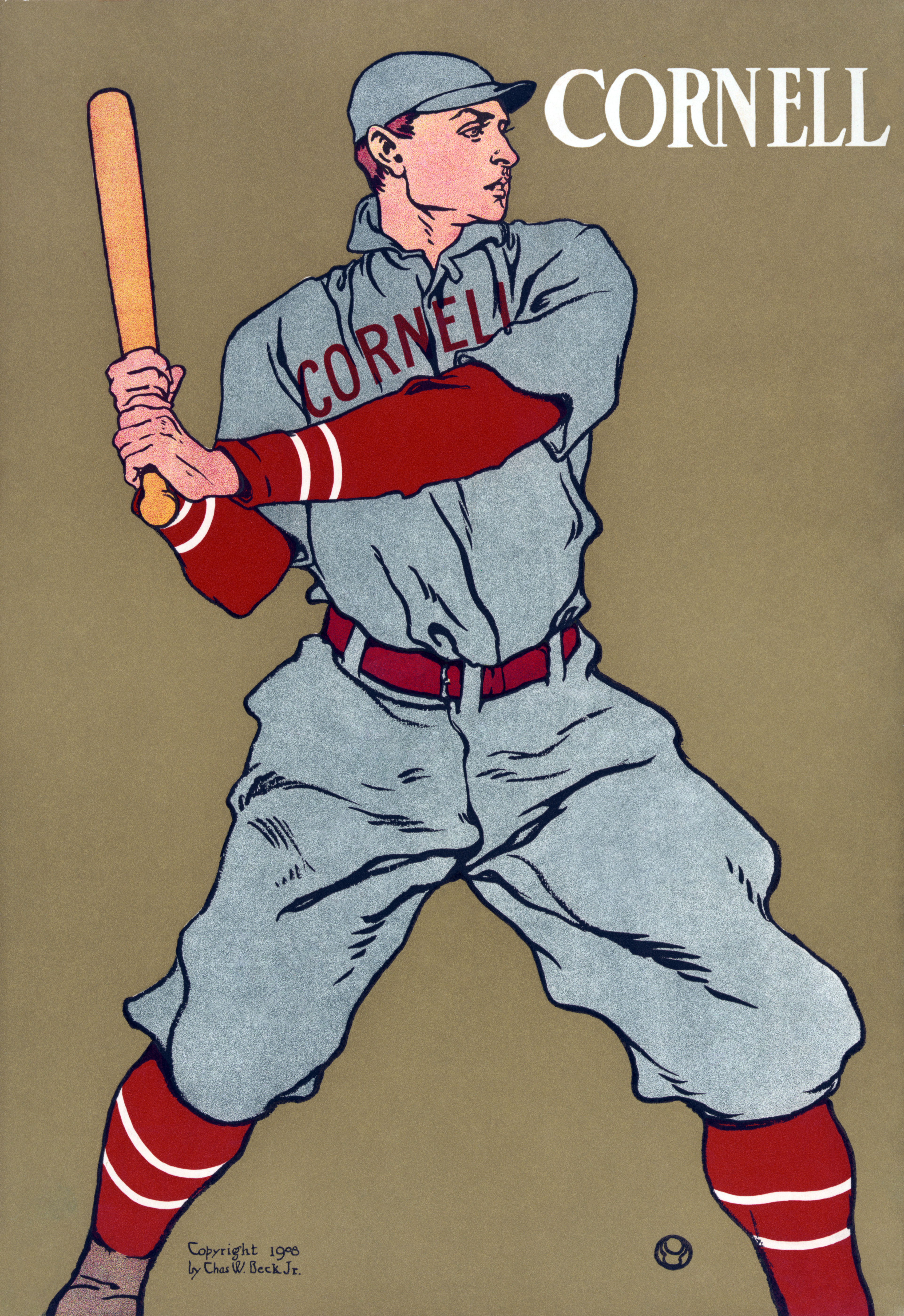
Imaginea unui jucător de baseball din echipa universității Cornell din 1908.

Echipa de fotbal a Universității Cornell a câștigat campionatul național de patru ori înainte de 1940 și a câștigat campionatul Ivy League de trei ori, ultima dată în 1990.
Pe lângă marea varietate de sporturi a școlii, cluburile sportive au fost organizate ca organizații studențești sub auspiciile ale Decanului Studenților. Programul de la Cornell include 30 sporturi. Pe lângă sporturile comune, cum ar fi fotbal, squash, sau polo în apă, există și unele foarte neobișnuite precum „polo pe apă în interior de tub” și „polo cu coadă de mătură”. Studenți Cornell, de asemenea, de multe ori participa la International Rutabaga Curling Championship, organizat anual la Piața Agricultorilor Ithaca. Cornell are de asemenea o istorie bogata de arte marțiale în campus, în special Taekwondo. Din 1987, clubul de Taekwondo de la Cornell a concurat în Collegiate Ivy-Northeast Collegiate Taekwondo League (INCTL). În 2007, după un declin de 4 ani, echipa Taekwondo învins MIT Sport Taekwondo și a reușit să câștige Cupa INCTL.

### Corneliana
Cornelliana este un termen pentru tradițiile colegiului, legendele și folclorul acestuia. Tradițiile Cornellian includ Slope Day, o sărbătoare care are loc în ultima zi din semestrul de primăvară, și Dragon Day, care include arderea unui dragon construit de studenții de la arhitectura. Dragon Ziua este unul dintre cele mai vechi tradiții a școlii și a fost sărbătorită anual din 1901, de obicei, pe sau în apropierea Ziua Sfântului Patrick. Dragonul este construit în secret de către studenții de la arhitectura și sunt lăsate mesajele pentru a tachina elevii de inginerie cu săptămână înainte de Ziua Dragonului. În Dragon Day dragonul defilează în Quad Arte și apoi este incendiat.
Conform legendei, dacă o virgină trece prin Quad Arte la miezul nopții, statuile lui Ezra Cornell și Andrew Dickson White vor merge pe piedestalurile lor, se vor întâlni în centrul Quad și își vor da mâinile, felicitându-se pentru calitatea studenților. Există, de asemenea un alt mit că conform căruia, dacă un cuplu trece podul suspendat din Campusul de Nord, iar tânăra femeie nu acceptă un sărut de la partenerul ei, podul va cădea. În cazul în care sărutul este acceptat, cuplului îi este asigurat un viitor lung împreună.
Universitatea găzduiește, de asemenea, diferite farse studențești. De exemplu, de cel puțin două ocazii diferite universitatea a găsit ceva… ciudat… la 52,7 m înălțime în turnul cu ceas McGraw, prima dată un dovleac de 27 kg și a doua oară, o minge disco. Deoarece nu există acces la turla de deasupra turnului, modul în care elementele au fost amplasate acolo rămâne un mister. Culorile luminilor din turnul McGraw se schimbă în portocaliu pentru Halloween și verde pentru Ziua Sfântului Patrick. Turnul cu ceas are, de asemenea, muzică.
Culorile școlii sunt roșul Cornell (carnelian în engleză) — o nuanță de roșu și alb — un joc de cuvinte ale termenilor „Cornellian” și Andrew Dickson White (alb). Un urs este de obicei folosit ca mascotă neoficială, care datează de la introducerea mascotei „Touchdown”, un urs viu, care a fost introdus pe teren în timpul meciurilor de fotbal în 1915.

### Sănătate
Cornell oferă o varietate de servicii de consiliere profesioniste și de la egal la egal pentru studenți. Universitatea a primit o atenție la nivel mondial pentru o serie de șase sinucideri studențești care au avut loc în cursul anului școlar 2009-2010, și s-au adăugat garduri temporare la poduri în timp ce mai multe măsuri permanente sunt în proces. Înainte de acest grup anormal de sinucideri, rata de sinucidere la Cornell a fost similară sau sub rata sinuciderilor din alte universități americane, inclusiv o perioadă cuprinsă între 2005 și 2008, în care nu a avut loc nicio sinucidere.
Clinica Gannett oferă campusului servicii ambulatorii de sănătate cu serviciile de urgență și tratamentele rezidențiale furnizate de Cayuga Medical Center. Pentru cea mai mare din istoria sa, Cornell a oferit rezidențiale medicale pentru studenți bolnavi, inclusiv la istoric Sage Infirmary.

## Persoane
Pentru anul academic august 2008-mai 2009, Universitatea Cornell a avut 1639 de membri academici cu norma întreagă sau parțială afiliați cu campusurile sale principale. În 2007-2008, diviziile medicale din New York City numărau 1235 membri ai facultăților.  În total, 41 de laureați ai premiului Nobel au fost afiliați cu Cornell ca student sau cadre didactice. Printre foștii profesori se numără Carl Sagan, Charles Evans Hughes, Norman Malcolm, Vladimir Nabokov, MH Abrams, Hans Bethe, Richard Feynman, Kip Thorne, Archie Randolph Ammons, Peter Debye, Allan Bloom, Henry Louis Gates, Wole Soyinka și Anthony Appiah.
Cadrele didactice ale universității Cornell au avut în anul academic 2005-2006 trei laureați ai premiului Nobel, un câștigător al Premiului Crafoord, doi câștigători ai premiului Turing, un câștigător al medialiei Fields, un câștigător al Premiului World Food, un câștigător al Premiului Andrei Saharov, trei câștigători ai National Medal of Science, doi ai Premiului Wolf, patru ai premiului Pulitzer, doi ai Eminent Ecologist Award, unul al Carter G. Woodson Scholars Medallion, patru ai Presidential Early Career Award, 20 de beneficiari de subvenții la National Science Foundation, un câștigător al the National Academy of Sciences Award pentru inițiativă în cercetare, un câștigător al American Mathematical Society's Steele Prize for Lifetime Achievement, un laureat al Heineman Prize pentru Mathematical Physics, trei beneficiari de subvenții la Packard Foundation, un câștigător Keck Distinguished Young Scholar, doi beneficiari de subvenții la Beckman Foundation Young Investigator și doi câștigători ai premiului pentru început de carieră NYSTAR (New York State Office of Science, Technology, and Academic).
În 2008 și 2009, Cornell a fost numit un „Great College to Work Fo' ” de către Cronica de învățământ superior. Această recunoaștere a fost bazată pe scorul excelent al universității Cornell la mai mulți factori, cum ar fi de compensații și beneficii, conectarea la instituție și de mândrie, relațiile facultate-administrare și satisfacția locurilor de muncă, determinate printr-o anchetă de facultate, personal, și administrația din universitate.